# توقيع تعليمات برمجية

توقيع التعليمات البرمجية هو عملية رقميا توقيع التنفيذية والنصوص لتأكيد البرنامج الكاتب ضمان أن القانون لم يتم تغييرها أو تالفة منذ التوقيع عليه. عملية توظف استخدام تجزئة التشفير للتحقق من صحتها وسلامتها.
توقيع التعليمات البرمجية يمكن أن توفر العديد من الميزات القيمة. الاستخدام الأكثر شيوعا من توقيع التعليمات البرمجية هو توفير الأمن عند نشر في بعض لغات البرمجة، فإنه يمكن أن تستخدم أيضا للمساعدة في منع مساحة الصراعات. تقريبا كل رمز التوقيع التنفيذ سوف توفر نوعا من التوقيع الرقمي آلية للتحقق من هوية المؤلف أو بناء نظام اختباري للتحقق من أن الكائن لم يتم تعديلها. فإنه يمكن أن تستخدم أيضا لتوفير الإصدارات المعلومات حول كائن أو لتخزين البيانات الوصفية حول كائن.
فعالية توقيع التعليمات البرمجية باعتبارها آلية المصادقة على البرنامج يعتمد على الأمن ودعم مفاتيح التوقيع. كما هو الحال مع غيرها من البنية التحتية للمفتاح العام (PKI) تقنيات سلامة النظام يعتمد على الناشرين تأمين المفاتيح الخاصة ضد الوصول غير المصرح به. مفاتيح المخزنة في البرنامج على أجهزة الكمبيوتر للأغراض العامة معرضة إلى حل وسط. ولذلك، فمن أكثر أمنا وأفضل الممارسات لتخزين مفاتيح آمنة قابلة للتزوير، التشفير الأجهزة المعروفة باسم الأجهزة الأمنية الوحدات أو الوحدات.

## الـمراجع
1. ↑  "Introduction to Code Signing". مؤرشف من الأصل في 2017-08-03.
2. ↑  Hendric، William (2015). "A Complete overview of Trusted Certificates - CABForum" (PDF). مؤرشف من الأصل (PDF) في 2019-04-22. اطلع عليه بتاريخ 2015-02-26.
3. ↑  "Securing your Private Keys as Best Practice for Code Signing Certificates" (PDF).[وصلة مكسورة]